# Acta Astronautica
Acta Astronautica ist eine monatlich erscheinende, wissenschaftliche Fachzeitschrift, in der Aufsätze zu allen Themen veröffentlicht werden, die einen Bezug zur friedlichen wissenschaftlichen Erforschung des Weltraums haben. Herausgeber der unter der Schirmherrschaft der International Academy of Astronautics erscheinende Zeitschrift ist Zheng Hong (George) Zhu. Die Zeitschrift erscheint heute im Elsevier-Verlag.
Die Vorgängerin der Zeitschrift namens Astronautica Acta erschien 1955–1966 beim Verlag Springer in Wien, danach bis 1973 bei Pergamon Press.